# Chitenay
Chitenay – miejscowość i gmina we Francji, w Regionie Centralnym, w departamencie Loir-et-Cher.
Według danych na rok 1990 gminę zamieszkiwało 888 osób, a gęstość zaludnienia wynosiła 57 osób/km² (wśród 1842 gmin Regionu Centralnego Chitenay plasuje się na 448. miejscu pod względem liczby ludności, natomiast pod względem powierzchni na miejscu 857.).